# Snickers salad
La Snickers salad è un dolce statunitense ottenuto mescolando insieme barrette di cioccolato Snickers, mele Granny Smith, panna montata e, se desiderato, vanilla pudding. Viene classificato tra le cosiddette dessert salad (letteralmente "insalata da dessert") statunitensi assieme ad altri alimenti come la frogeye salad, la jello salad e la strawberry delight.

## Diffusione
Negli Stati Uniti d'America medio-occidentali, la Snickers salad è considerata un comfort food, è spesso presente durante i potluck e i picnic parrocchiali, e viene annoverata tra le insalate dolci tipiche di quell'area assieme al glorified rice, la Watergate salad e la frogeye salad. La pietanza è particolarmente popolare a Fargo, nel Dakota del Nord, e a Moorhead, nel Minnesota.